# Queen II
| Оценки критиков               | Оценки критиков                                                          |
| Источник                      | Оценка                                                                   |
| ----------------------------- | ------------------------------------------------------------------------ |
| AllMusic                      | [ 1 ]                                                                    |
| Chicago Tribune               | [ 6 ]                                                                    |
| Creem                         | C−                                                                       |
| Encyclopedia of Popular Music | [ 8 ]                                                                    |
| Pitchfork Media               | 7.9/10                                                                   |
| PopMatters                    | 7/10                                                                     |
| Q                             | 4 из 5 звёзд · 4 из 5 звёзд · 4 из 5 звёзд · 4 из 5 звёзд · 4 из 5 звёзд |
| Record Collector              | 4 из 5 звёзд · 4 из 5 звёзд · 4 из 5 звёзд · 4 из 5 звёзд · 4 из 5 звёзд |
| Rolling Stone                 | [ 11 ]                                                                   |
| The Rolling Stone Album Guide | [ 12 ]                                                                   |

Queen II — второй студийный альбом британской рок-группы Queen. Выпущен 8 марта 1974 года под лейблом EMI Records в Великобритании и лейблом Elektra Records в США. Диск был записан в Trident Studios и Langham 1 Studios в Лондоне, в августе 1973 года. Спродюсирован Роем Томасом Бейкером и Робином Джеффри Кейблом, а также спроектирован Майком Стоуном.

## Об альбоме
Диск делится на «Белую» и «Чёрную» стороны вместо обычных сторон «А» и «Б».
Queen хотели привлечь к продюсированию альбома Дэвида Боуи, однако он отказался, так как был занят работой над своими альбомами Pin Ups и Diamond Dogs.
На знаменитый снимок для обложки альбома группу вдохновила фотография Марлен Дитрих для фильма «Шанхайский экспресс».
Инструментальная «Procession» открывала практически каждый ранний концерт группы. «The March of the Black Queen» и «Ogre Battle» также исполнялись почти на каждом концерте в 70-х. Название песни «The Fairy Feller’s Master-Stroke» («Мастерский замах сказочного дровосека») является отсылкой к одноимённой картине английского художника Ричарда Дадда, написанной им за 9 лет в лондонской психиатрической больнице Бедлам.
Для бокс-сета студийных альбомов Queen на виниле 2015 года альбом Queen II был издан на двух пластинках — белой и чёрной; пустые стороны каждой пластинки содержат тиснёный герб группы.

## Список композиций
Белая сторона
1. «Procession» (Мэй) — 1:12
2. «Father to Son» (Мэй) — 6:14
3. «White Queen (As It Began)» (Мэй) — 4:33
4. «Some Day One Day» (Мэй) — 4:21
5. «The Loser in the End» (Тейлор) — 4:01

Чёрная сторона
1. «Ogre Battle» (Меркьюри) (1973) — 4:08
2. «The Fairy Feller’s Master-Stroke» (Меркьюри) — 2:41
3. «Nevermore» (Меркьюри) — 1:17
4. «The March of the Black Queen» (Меркьюри) (1973) — 6:33
5. «Funny How Love Is» (Меркьюри) — 2:48
6. «Seven Seas of Rhye» (Меркьюри) (1973) — 2:48

## В записи участвовали
- Фредди Меркьюри — вокал, бэк-вокал, рояль, клавесин.
- Брайан Мэй — гитара, колокольчики в «The March of the Black Queen», основной вокал в «Some Day One Day», бэк-вокал, пианино в «Father to Son»
- Роджер Тейлор — ударные, гонг, маримба, основной вокал в «The Loser in the End», бэк-вокал.
- Джон Дикон — бас-гитара, акустическая гитара.
- Рой Томас Бэйкер — кастаньеты в «The March of the Black Queen», стилофон[16] в «Seven Seas Of Rhye».
- Робин Кэйбл — клавишные эффекты в «Nevermore».

## Чарты и продажи
| Chart (1974)                  | Peak position |
| ----------------------------- | ------------- |
| Australia (Kent Music Report) | 79            |
| Canadian Albums Chart         | 40            |
| Norwegian Albums Chart        | 19            |
| UK Albums Chart               | 5             |
| US Billboard 200              | 49            |

| Регион | Сертификация | Продажи  |
| --- | ------------ | -------- |
| Польша (ZPAV) · 2009 Agora SA album reissue                                                                              | Платиновый   | 20 000*  |
| Великобритания (BPI) | Золотой      | 100 000^ |
| * Данные о продажах приведены только на основе сертификации. ^ Данные о тиражах приведены только на основе сертификации. |              |          |

## Queen II Tour
В поддержку альбома группа устроила концертный тур. В его рамках группа проехала по родной Великобритании и впервые выступила в США. Концерт 31 марта 1974 года был выпущен в 2014 году под названием Live at the Rainbow ’74.

### Даты и места выступлений
Концертный тур начался 1 марта 1974 года за неделю до выхода альбома, с выступления в Блэкпуле в Winter Gardens.
| 1. «Procession» 2. «Father to Son» 3. «Ogre Battle» 4. «White Queen» 5. «Doin' All Right» 6. «Son and Daughter» 7. «Keep Yourself Alive» 8. «Liar» 9. «Jailhouse Rock» 10. «Shake, Rattle and Roll» 11. «Stupid Cupid» 12. «Be-Bop-A-Lula» 13. «Jailhouse Rock (Reprise)» 14. «Big Spender» 15. «Modern Times Rock’n’roll» | - «Great King Rat» - «Hangman» - «Seven Seas of Rhye» - «Bama Lama Bama Lou» - «See What A Fool I’ve Been» - «The Fairy Feller’s Master-Stroke» |